# Stazione di Nagahara (Shiga)
La stazione di Nagahara (永原駅?, Nagahara-eki) è una stazione ferroviaria della città di Takashima, nella prefettura di Shiga in Giappone. La stazione è gestita dalla JR West e serve la linea Kosei sulla sponda occidentale del lago Biwa.

## Linee
JR West
■ Linea Kosei

## Struttura
La stazione è costituita da due marciapiedi a isola con 4 binari su viadotto. 
Per quanto riguarda il traffico, per tutto il giorno alla stazione ferma in media 1 treno all'ora, un Rapido Speciale.
| 1   | ■ Linea Kosei | per Ōmi-Shiotsu e Tsuruga    | Un solo treno al giorno parte dal binario 2 |
| 2   | ■ Linea Kosei | per Yamashina, Kyoto e Ōsaka | Treni partenti da questa stazione           |
| 3-4 | ■ Linea Kosei | per Yamashina, Kyoto e Ōsaka | Treni provenienti da Tsuruga                |

## Stazioni adiacenti
| «           | Servizio      | »           |
| Linea Kosei | Linea Kosei   | Linea Kosei |
| ----------- | ------------- | ----------- |
| Makino      | Tutti i treni | Ōmi-Shiotsu |